# Chaim Elazar Spira

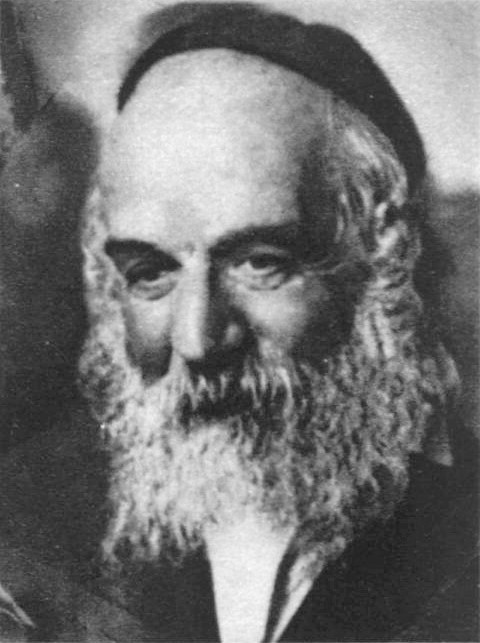
Chaim Elazar Spira, 1937

Chaim Elazar Spira (vollständiger Name Chaim Elazar ben Tzvi Hirsch Spira, hebräisch חיים אלעזר שפירא; geboren am 17. Dezember 1868 (oder: 1871) in Strzyżów, Polen; gestorben am 12. (oder: 13. Mai) 1937 in Mukatschewo) war ein chassidischer Munkatscher Rabbiner und Schriftgelehrter.

## Namen
Der jüdische Name Spira (hebräisch שפירא) kommt von der lateinischen Bezeichnung für Speyer.
Er kann sehr verschieden in die deutsche Aussprache übertragen werden, darunter auch Schapira, Spiro, Schapiro.
Dies gilt auch für alle anderen Namen, wie zum Beispiel:
- Chaim auch: Chayyim, Haim, Hajim (deutsch: Leben)
- Elazar auch: Lazar (deutsch: Gott hat geholfen)
- Zvi auch: Tsevi, Tzvi oder auch deutsch: Hirsch, Hersch.

Nach dem Titel seiner Responsen Minchat Elazar wurde Spira auch Ba’al HaMinchat Elazar genannt.
Die Stadt Mukatschewo wurde deutsch Munkatsch genannt.

## Leben
Spira wurde in Strzyżów in Galizien geboren.
Seine Eltern waren Zvi Hirsch Spira (1850–1913) und Esther Horowitz (1840–1929).
Sein Großvater war Schlomo Spira (1831–1893), der die Dynastie der Munkatscher Rebbe begründete.
Mitte des 19. Jahrhunderts nahm die antisemitische Stimmung in Polen zu.
Juden wurden wirtschaftlich benachteiligt und waren teilweise verarmt.
Die Römisch-katholische Kirche belebte Ritualmordlegenden, wirtschaftliche Boykottaufrufe gegen Juden häuften sich.
Viele Juden emigrierten in die Vereinigten Staaten.
Einige Juden zogen nach Mukatschewo, wo sie günstigere Lebensbedingungen vorfanden.
Auch die Familie Spira zog in den 1880er Jahren nach Mukatschewo.
Hier wurde 1882 Schlomo Spira Rabbi der Jüdischen Gemeinde Mukatschewo.
Sein Sohn Zvi Hirsch Spira folgte ihm nach seinem Tod 1893 in diesem Amt.
Spira wurde zunächst Richter am jüdischen Gericht in Mukatschewo.
Nach dem Tod seines Vaters Zvi Hirsch Spira im Jahr 1913 folgte er diesem im Amt und wurde Admor von Mukatschewo.
Spira hatte nur eine religiöse aber keine weltliche Ausbildung genossen.
Er holte die weltliche Ausbildung in Nitra, Slowakei nach und machte dort einen Hochschulabschluss.
So konnte er die Anerkennung des ungarischen Staates als Rabbi erlangen.
1922 gründete Spira die große Jeschiwa Darchei Teschuwa, die schnell berühmt wurde und an der über 200 Schüler lernten.
Diese Jeschiwa wurde vom tschechoslowakischen Staat anerkannt.
1930 besuchte Spira Palästina.

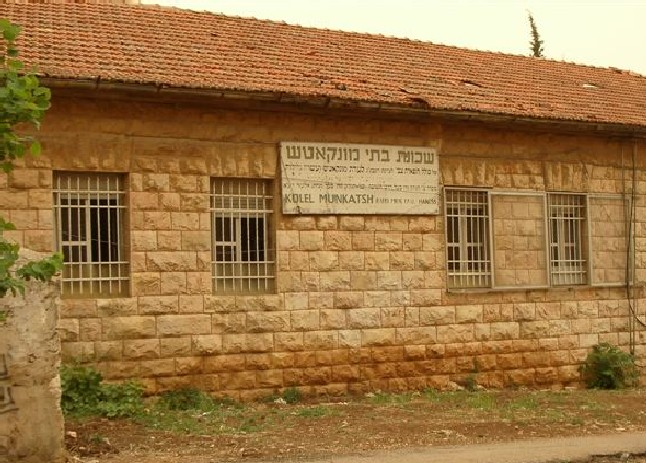
Batei Munkatsch, Jerusalem

Sein Schüler Mosche Goldstein begleitete ihn und beschrieb die Reise in seinem Buch Masa'ot Jeruschalajim.
Während Spiras Aufenthalt im Lande Israel wurde das Viertel Batei Munkacs⊙ in Jerusalem gegründet.
Spira heiratete 1887 in Trzebinia Chaja Hascha Rabinowitz.
Das Ehepaar hatte nur ein Kind, eine Tochter, Chaya Frima Rivka Spira.
Diese Tochter heiratete 1933 in Mukatschewo Baruch Jehoschua Jerachmiel Rabinowitz.
Zur Hochzeit strömten Tausende von Juden aus ganz Europa und aus Amerika nach Mukatschewo.
Tausende Juden kamen auch 1937 zur Beerdigung von Spira nach Mukatschewo.
Er wurde auf dem alten jüdischen Friedhof⊙ von Mukatschewo im Grab der Munkatscher Admorim beerdigt.
Dort waren auch sein Vater Tzvi Hirsch Spira und sein Großvater Schlomo Spira beigesetzt.
1970 wurde der jüdische Friedhof in das Stadtviertel Mukatschewo-Koropez⊙ verlegt.

## Interessen und Ansichten
Spira war ein erklärter Gegner des Zionismus und der Auswanderung nach Israel.
Er betrachtete den Zionismus als unberechtigte Vorwegnahme des messianischen Zeitalters.
1936 wurde auf seine Initiative ein Buch gegen die Misrachi und Agudat Israel herausgegeben, das von 150 Rabbinern befürwortet wurde.
Außerdem kritisierte er heftig die amerikanischen Juden, die seiner Meinung nach den Sabbat entheiligten.
Das hinderte ihn aber nicht ständig finanzielle Hilfen von ihnen zu fordern.

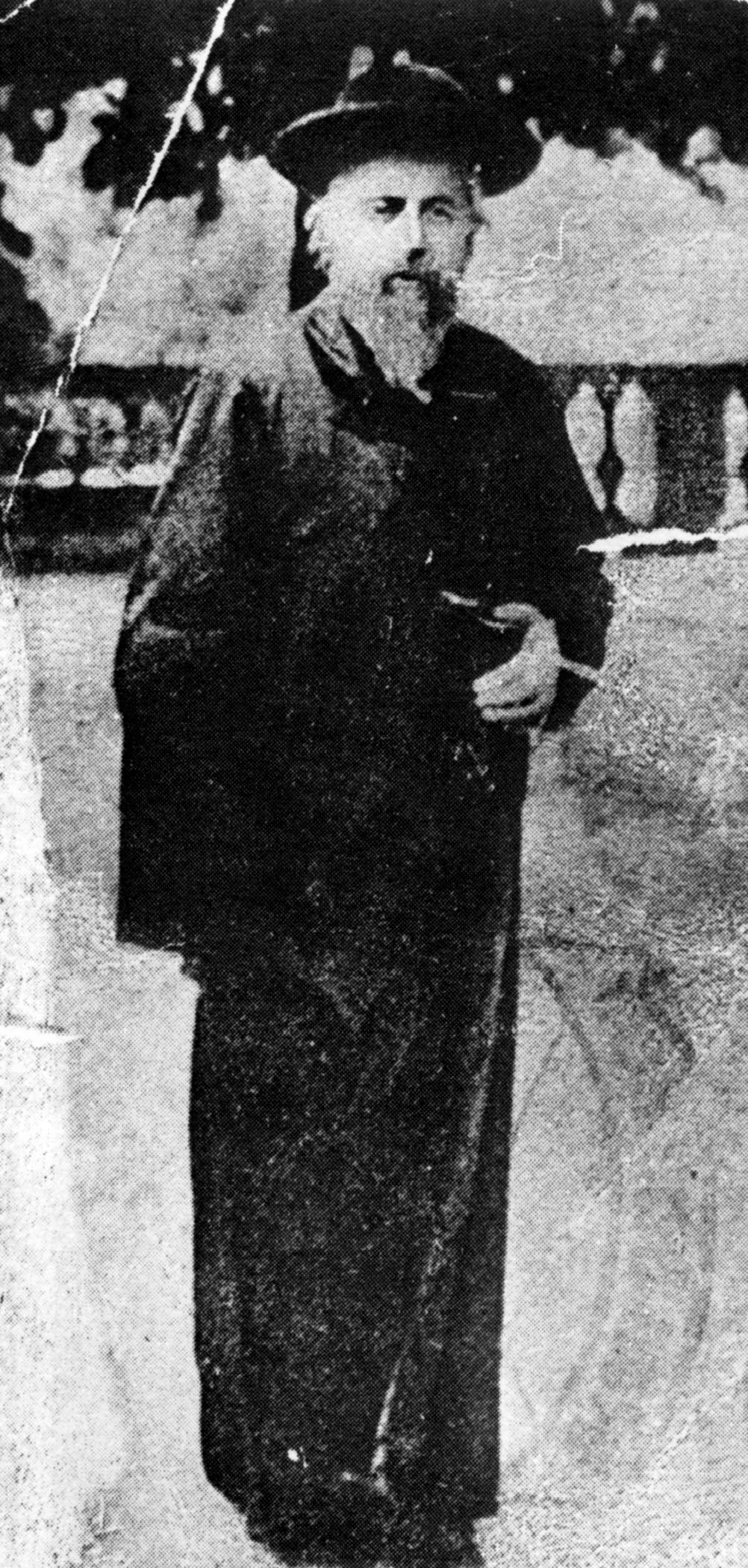
Zwi Hirsch Spira (1850–1913), Rabbi in Mukatschewo von 1893 bis 1913

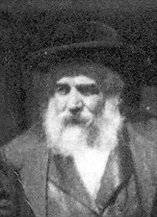
Munkatcher Rebbe, Chaim Elazar Spira, der Minchas Eliezer

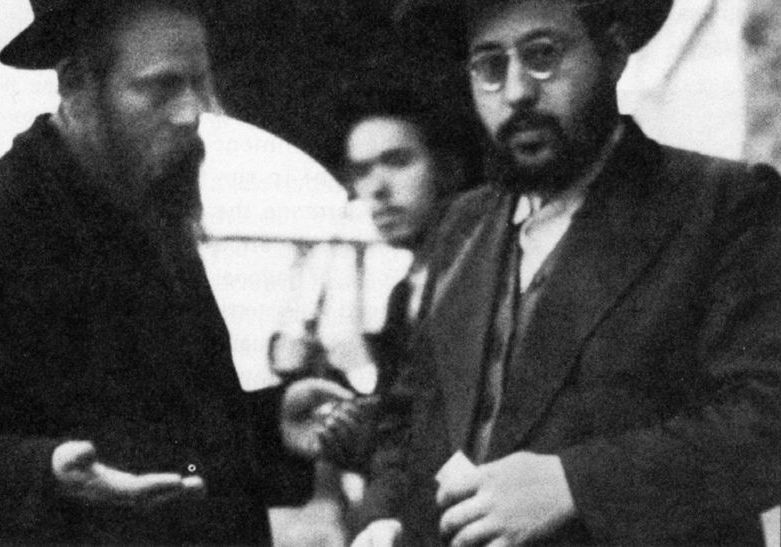
Baruch Jehoschua Jerachmiel Rabinovitz (1914–1997) (rechts)

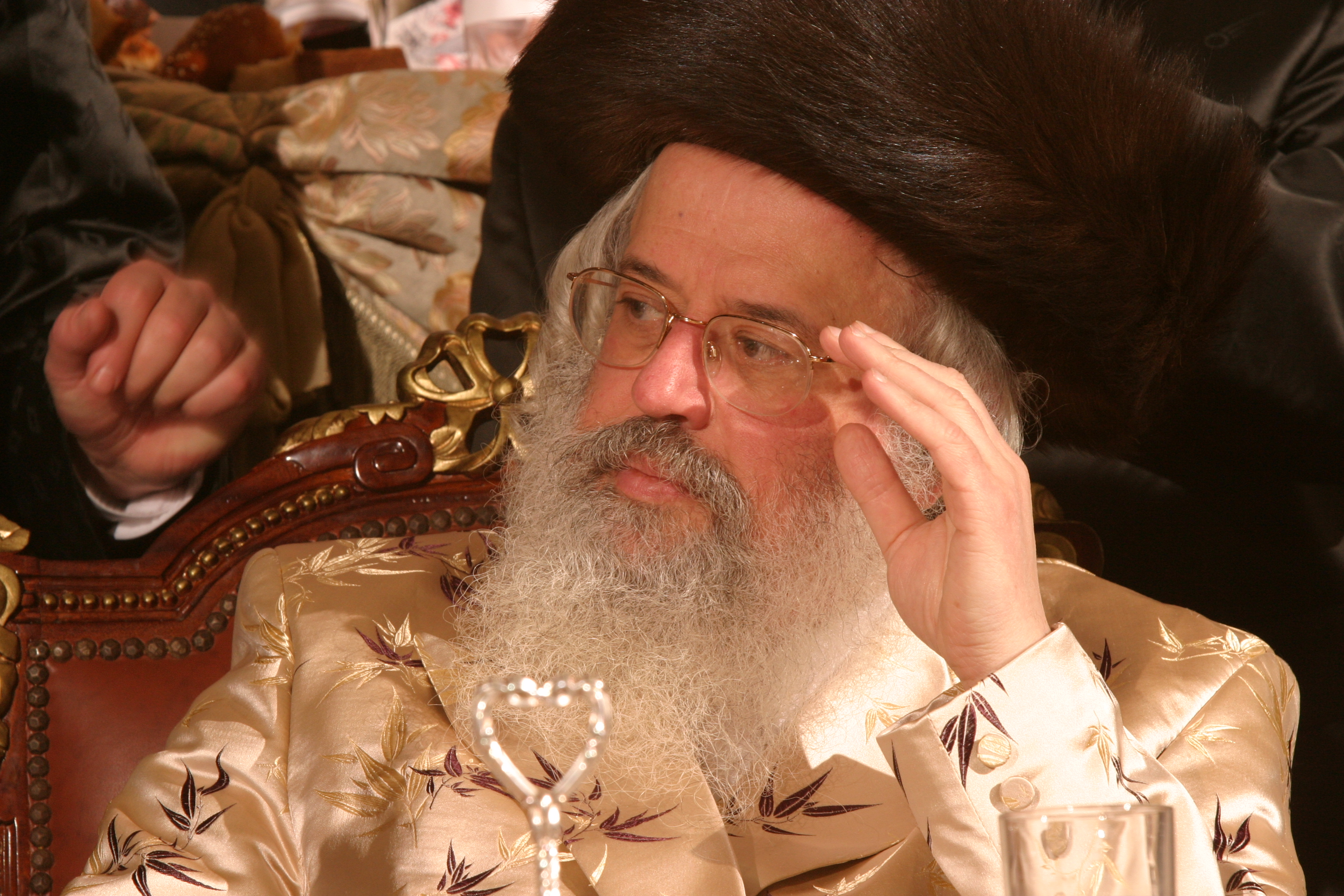
Mosche Leib Rabinovitz

## Vorfahren und Nachfahren von Spira
Spira gehörte zur Rabbiner Dynastie der Munkatscher Rebbe.
Diese Dynastie wurde beginnend mit Schlomo Spira zunächst über die Söhne fortgeführt.
Da Spira nur eine Tochter hatte, setzte sich die Dynastie über seinen Schwiegersohn Baruch Jehoschua Jerachmiel Rabinowitz (Schwiegersohn von Spira) und dessen Sohn Mosche Leib Rabinovitz (Enkel von Spira) fort.
| Pesach Langsam Spira * 1748 in Jawornik, Polen, † 2. November 1820 in Jawornik, Polen                                                    | Pesach Langsam Spira * 1748 in Jawornik, Polen, † 2. November 1820 in Jawornik, Polen                                                    | Pesach Langsam Spira * 1748 in Jawornik, Polen, † 2. November 1820 in Jawornik, Polen                                                    | Pesach Langsam Spira * 1748 in Jawornik, Polen, † 2. November 1820 in Jawornik, Polen                                                    | Pesach Langsam Spira * 1748 in Jawornik, Polen, † 2. November 1820 in Jawornik, Polen                                                    | Pesach Langsam Spira * 1748 in Jawornik, Polen, † 2. November 1820 in Jawornik, Polen                                                    |  |  |  |  | oo mit Ita Weissblum * 1760 in Tarnów, Polen | oo mit Ita Weissblum * 1760 in Tarnów, Polen | oo mit Ita Weissblum * 1760 in Tarnów, Polen | oo mit Ita Weissblum * 1760 in Tarnów, Polen | oo mit Ita Weissblum * 1760 in Tarnów, Polen | oo mit Ita Weissblum * 1760 in Tarnów, Polen |
| Pesach Langsam Spira * 1748 in Jawornik, Polen, † 2. November 1820 in Jawornik, Polen                                                    | Pesach Langsam Spira * 1748 in Jawornik, Polen, † 2. November 1820 in Jawornik, Polen                                                    | Pesach Langsam Spira * 1748 in Jawornik, Polen, † 2. November 1820 in Jawornik, Polen                                                    | Pesach Langsam Spira * 1748 in Jawornik, Polen, † 2. November 1820 in Jawornik, Polen                                                    | Pesach Langsam Spira * 1748 in Jawornik, Polen, † 2. November 1820 in Jawornik, Polen                                                    | Pesach Langsam Spira * 1748 in Jawornik, Polen, † 2. November 1820 in Jawornik, Polen                                                    |  |  |  |  | oo mit Ita Weissblum * 1760 in Tarnów, Polen | oo mit Ita Weissblum * 1760 in Tarnów, Polen | oo mit Ita Weissblum * 1760 in Tarnów, Polen | oo mit Ita Weissblum * 1760 in Tarnów, Polen | oo mit Ita Weissblum * 1760 in Tarnów, Polen | oo mit Ita Weissblum * 1760 in Tarnów, Polen |
| | | | | | |  |  |  |  | | | | | | |
| Zvi Elimelech Spira * 1780 in Jawornik, Polen, † 11. Januar 1841 in Dinov, Polen                                                         | Zvi Elimelech Spira * 1780 in Jawornik, Polen, † 11. Januar 1841 in Dinov, Polen                                                         | Zvi Elimelech Spira * 1780 in Jawornik, Polen, † 11. Januar 1841 in Dinov, Polen                                                         | Zvi Elimelech Spira * 1780 in Jawornik, Polen, † 11. Januar 1841 in Dinov, Polen                                                         | Zvi Elimelech Spira * 1780 in Jawornik, Polen, † 11. Januar 1841 in Dinov, Polen                                                         | Zvi Elimelech Spira * 1780 in Jawornik, Polen, † 11. Januar 1841 in Dinov, Polen                                                         |  |  |  |  | oo mit Chana Mindel (Weissblum) | oo mit Chana Mindel (Weissblum) | oo mit Chana Mindel (Weissblum) | oo mit Chana Mindel (Weissblum) | oo mit Chana Mindel (Weissblum) | oo mit Chana Mindel (Weissblum) |
| Zvi Elimelech Spira * 1780 in Jawornik, Polen, † 11. Januar 1841 in Dinov, Polen                                                         | Zvi Elimelech Spira * 1780 in Jawornik, Polen, † 11. Januar 1841 in Dinov, Polen                                                         | Zvi Elimelech Spira * 1780 in Jawornik, Polen, † 11. Januar 1841 in Dinov, Polen                                                         | Zvi Elimelech Spira * 1780 in Jawornik, Polen, † 11. Januar 1841 in Dinov, Polen                                                         | Zvi Elimelech Spira * 1780 in Jawornik, Polen, † 11. Januar 1841 in Dinov, Polen                                                         | Zvi Elimelech Spira * 1780 in Jawornik, Polen, † 11. Januar 1841 in Dinov, Polen                                                         |  |  |  |  | oo mit Chana Mindel (Weissblum) | oo mit Chana Mindel (Weissblum) | oo mit Chana Mindel (Weissblum) | oo mit Chana Mindel (Weissblum) | oo mit Chana Mindel (Weissblum) | oo mit Chana Mindel (Weissblum) |
| | | | | | |  |  |  |  | | | | | | |
| Elazar Spira * 1808 in Dinov, Polen, † 3. September 1865 in Gmina, Polen Rabbi, Autor von Yodei Binah                                    | Elazar Spira * 1808 in Dinov, Polen, † 3. September 1865 in Gmina, Polen Rabbi, Autor von Yodei Binah                                    | Elazar Spira * 1808 in Dinov, Polen, † 3. September 1865 in Gmina, Polen Rabbi, Autor von Yodei Binah                                    | Elazar Spira * 1808 in Dinov, Polen, † 3. September 1865 in Gmina, Polen Rabbi, Autor von Yodei Binah                                    | Elazar Spira * 1808 in Dinov, Polen, † 3. September 1865 in Gmina, Polen Rabbi, Autor von Yodei Binah                                    | Elazar Spira * 1808 in Dinov, Polen, † 3. September 1865 in Gmina, Polen Rabbi, Autor von Yodei Binah                                    |  |  |  |  | oo 1. April 1822 in Rybotycze, Polen mit Toba Chava Holles (auch: Toube Hanna Halles) * 1805 in Dukla, Polen, † 22. Mai 1885 (oder: 11. Juni 1886) in Strzyzow, Polen | oo 1. April 1822 in Rybotycze, Polen mit Toba Chava Holles (auch: Toube Hanna Halles) * 1805 in Dukla, Polen, † 22. Mai 1885 (oder: 11. Juni 1886) in Strzyzow, Polen | oo 1. April 1822 in Rybotycze, Polen mit Toba Chava Holles (auch: Toube Hanna Halles) * 1805 in Dukla, Polen, † 22. Mai 1885 (oder: 11. Juni 1886) in Strzyzow, Polen | oo 1. April 1822 in Rybotycze, Polen mit Toba Chava Holles (auch: Toube Hanna Halles) * 1805 in Dukla, Polen, † 22. Mai 1885 (oder: 11. Juni 1886) in Strzyzow, Polen | oo 1. April 1822 in Rybotycze, Polen mit Toba Chava Holles (auch: Toube Hanna Halles) * 1805 in Dukla, Polen, † 22. Mai 1885 (oder: 11. Juni 1886) in Strzyzow, Polen | oo 1. April 1822 in Rybotycze, Polen mit Toba Chava Holles (auch: Toube Hanna Halles) * 1805 in Dukla, Polen, † 22. Mai 1885 (oder: 11. Juni 1886) in Strzyzow, Polen |
| Elazar Spira * 1808 in Dinov, Polen, † 3. September 1865 in Gmina, Polen Rabbi, Autor von Yodei Binah                                    | Elazar Spira * 1808 in Dinov, Polen, † 3. September 1865 in Gmina, Polen Rabbi, Autor von Yodei Binah                                    | Elazar Spira * 1808 in Dinov, Polen, † 3. September 1865 in Gmina, Polen Rabbi, Autor von Yodei Binah                                    | Elazar Spira * 1808 in Dinov, Polen, † 3. September 1865 in Gmina, Polen Rabbi, Autor von Yodei Binah                                    | Elazar Spira * 1808 in Dinov, Polen, † 3. September 1865 in Gmina, Polen Rabbi, Autor von Yodei Binah                                    | Elazar Spira * 1808 in Dinov, Polen, † 3. September 1865 in Gmina, Polen Rabbi, Autor von Yodei Binah                                    |  |  |  |  | oo 1. April 1822 in Rybotycze, Polen mit Toba Chava Holles (auch: Toube Hanna Halles) * 1805 in Dukla, Polen, † 22. Mai 1885 (oder: 11. Juni 1886) in Strzyzow, Polen | oo 1. April 1822 in Rybotycze, Polen mit Toba Chava Holles (auch: Toube Hanna Halles) * 1805 in Dukla, Polen, † 22. Mai 1885 (oder: 11. Juni 1886) in Strzyzow, Polen | oo 1. April 1822 in Rybotycze, Polen mit Toba Chava Holles (auch: Toube Hanna Halles) * 1805 in Dukla, Polen, † 22. Mai 1885 (oder: 11. Juni 1886) in Strzyzow, Polen | oo 1. April 1822 in Rybotycze, Polen mit Toba Chava Holles (auch: Toube Hanna Halles) * 1805 in Dukla, Polen, † 22. Mai 1885 (oder: 11. Juni 1886) in Strzyzow, Polen | oo 1. April 1822 in Rybotycze, Polen mit Toba Chava Holles (auch: Toube Hanna Halles) * 1805 in Dukla, Polen, † 22. Mai 1885 (oder: 11. Juni 1886) in Strzyzow, Polen | oo 1. April 1822 in Rybotycze, Polen mit Toba Chava Holles (auch: Toube Hanna Halles) * 1805 in Dukla, Polen, † 22. Mai 1885 (oder: 11. Juni 1886) in Strzyzow, Polen |
| | | | | | |  |  |  |  | | | | | | |
| Schlomo Spira * 6. Dezember (oder: 12. November) 1831 in Rybotycze, Polen, † 4. (oder: 5.) Juni 1893 in Mukatschewo                      | Schlomo Spira * 6. Dezember (oder: 12. November) 1831 in Rybotycze, Polen, † 4. (oder: 5.) Juni 1893 in Mukatschewo                      | Schlomo Spira * 6. Dezember (oder: 12. November) 1831 in Rybotycze, Polen, † 4. (oder: 5.) Juni 1893 in Mukatschewo                      | Schlomo Spira * 6. Dezember (oder: 12. November) 1831 in Rybotycze, Polen, † 4. (oder: 5.) Juni 1893 in Mukatschewo                      | Schlomo Spira * 6. Dezember (oder: 12. November) 1831 in Rybotycze, Polen, † 4. (oder: 5.) Juni 1893 in Mukatschewo                      | Schlomo Spira * 6. Dezember (oder: 12. November) 1831 in Rybotycze, Polen, † 4. (oder: 5.) Juni 1893 in Mukatschewo                      |  |  |  |  | oo 1851 mit Chaja Frima Rivka Erblich † 3. (oder: 2.) Oktober 1887 | oo 1851 mit Chaja Frima Rivka Erblich † 3. (oder: 2.) Oktober 1887 | oo 1851 mit Chaja Frima Rivka Erblich † 3. (oder: 2.) Oktober 1887 | oo 1851 mit Chaja Frima Rivka Erblich † 3. (oder: 2.) Oktober 1887 | oo 1851 mit Chaja Frima Rivka Erblich † 3. (oder: 2.) Oktober 1887 | oo 1851 mit Chaja Frima Rivka Erblich † 3. (oder: 2.) Oktober 1887 |
| Schlomo Spira * 6. Dezember (oder: 12. November) 1831 in Rybotycze, Polen, † 4. (oder: 5.) Juni 1893 in Mukatschewo                      | Schlomo Spira * 6. Dezember (oder: 12. November) 1831 in Rybotycze, Polen, † 4. (oder: 5.) Juni 1893 in Mukatschewo                      | Schlomo Spira * 6. Dezember (oder: 12. November) 1831 in Rybotycze, Polen, † 4. (oder: 5.) Juni 1893 in Mukatschewo                      | Schlomo Spira * 6. Dezember (oder: 12. November) 1831 in Rybotycze, Polen, † 4. (oder: 5.) Juni 1893 in Mukatschewo                      | Schlomo Spira * 6. Dezember (oder: 12. November) 1831 in Rybotycze, Polen, † 4. (oder: 5.) Juni 1893 in Mukatschewo                      | Schlomo Spira * 6. Dezember (oder: 12. November) 1831 in Rybotycze, Polen, † 4. (oder: 5.) Juni 1893 in Mukatschewo                      |  |  |  |  | oo 1851 mit Chaja Frima Rivka Erblich † 3. (oder: 2.) Oktober 1887 | oo 1851 mit Chaja Frima Rivka Erblich † 3. (oder: 2.) Oktober 1887 | oo 1851 mit Chaja Frima Rivka Erblich † 3. (oder: 2.) Oktober 1887 | oo 1851 mit Chaja Frima Rivka Erblich † 3. (oder: 2.) Oktober 1887 | oo 1851 mit Chaja Frima Rivka Erblich † 3. (oder: 2.) Oktober 1887 | oo 1851 mit Chaja Frima Rivka Erblich † 3. (oder: 2.) Oktober 1887 |
| | | | | | |  |  |  |  | | | | | | |
| Tzvi Hirsch Spira * 11. Juni (oder: 21. Juni) 1850 in Strzyżów, Polen, † 17. Oktober 1913 in Mukatschewo Rabbi, Autor von Darkei Teshuva | Tzvi Hirsch Spira * 11. Juni (oder: 21. Juni) 1850 in Strzyżów, Polen, † 17. Oktober 1913 in Mukatschewo Rabbi, Autor von Darkei Teshuva | Tzvi Hirsch Spira * 11. Juni (oder: 21. Juni) 1850 in Strzyżów, Polen, † 17. Oktober 1913 in Mukatschewo Rabbi, Autor von Darkei Teshuva | Tzvi Hirsch Spira * 11. Juni (oder: 21. Juni) 1850 in Strzyżów, Polen, † 17. Oktober 1913 in Mukatschewo Rabbi, Autor von Darkei Teshuva | Tzvi Hirsch Spira * 11. Juni (oder: 21. Juni) 1850 in Strzyżów, Polen, † 17. Oktober 1913 in Mukatschewo Rabbi, Autor von Darkei Teshuva | Tzvi Hirsch Spira * 11. Juni (oder: 21. Juni) 1850 in Strzyżów, Polen, † 17. Oktober 1913 in Mukatschewo Rabbi, Autor von Darkei Teshuva |  |  |  |  | oo 1865 mit Esther Horowitz * 1840, † 2. Mai 1929 in Mukatschewo | oo 1865 mit Esther Horowitz * 1840, † 2. Mai 1929 in Mukatschewo | oo 1865 mit Esther Horowitz * 1840, † 2. Mai 1929 in Mukatschewo | oo 1865 mit Esther Horowitz * 1840, † 2. Mai 1929 in Mukatschewo | oo 1865 mit Esther Horowitz * 1840, † 2. Mai 1929 in Mukatschewo | oo 1865 mit Esther Horowitz * 1840, † 2. Mai 1929 in Mukatschewo |
| Tzvi Hirsch Spira * 11. Juni (oder: 21. Juni) 1850 in Strzyżów, Polen, † 17. Oktober 1913 in Mukatschewo Rabbi, Autor von Darkei Teshuva | Tzvi Hirsch Spira * 11. Juni (oder: 21. Juni) 1850 in Strzyżów, Polen, † 17. Oktober 1913 in Mukatschewo Rabbi, Autor von Darkei Teshuva | Tzvi Hirsch Spira * 11. Juni (oder: 21. Juni) 1850 in Strzyżów, Polen, † 17. Oktober 1913 in Mukatschewo Rabbi, Autor von Darkei Teshuva | Tzvi Hirsch Spira * 11. Juni (oder: 21. Juni) 1850 in Strzyżów, Polen, † 17. Oktober 1913 in Mukatschewo Rabbi, Autor von Darkei Teshuva | Tzvi Hirsch Spira * 11. Juni (oder: 21. Juni) 1850 in Strzyżów, Polen, † 17. Oktober 1913 in Mukatschewo Rabbi, Autor von Darkei Teshuva | Tzvi Hirsch Spira * 11. Juni (oder: 21. Juni) 1850 in Strzyżów, Polen, † 17. Oktober 1913 in Mukatschewo Rabbi, Autor von Darkei Teshuva |  |  |  |  | oo 1865 mit Esther Horowitz * 1840, † 2. Mai 1929 in Mukatschewo | oo 1865 mit Esther Horowitz * 1840, † 2. Mai 1929 in Mukatschewo | oo 1865 mit Esther Horowitz * 1840, † 2. Mai 1929 in Mukatschewo | oo 1865 mit Esther Horowitz * 1840, † 2. Mai 1929 in Mukatschewo | oo 1865 mit Esther Horowitz * 1840, † 2. Mai 1929 in Mukatschewo | oo 1865 mit Esther Horowitz * 1840, † 2. Mai 1929 in Mukatschewo |
| | | | | | |  |  |  |  | | | | | | |
| Chaim Elazar Spira * 17. Dezember 1871 in Strzyżów, Polen, † 12. Mai 1937 in Mukatschewo                                                 | Chaim Elazar Spira * 17. Dezember 1871 in Strzyżów, Polen, † 12. Mai 1937 in Mukatschewo                                                 | Chaim Elazar Spira * 17. Dezember 1871 in Strzyżów, Polen, † 12. Mai 1937 in Mukatschewo                                                 | Chaim Elazar Spira * 17. Dezember 1871 in Strzyżów, Polen, † 12. Mai 1937 in Mukatschewo                                                 | Chaim Elazar Spira * 17. Dezember 1871 in Strzyżów, Polen, † 12. Mai 1937 in Mukatschewo                                                 | Chaim Elazar Spira * 17. Dezember 1871 in Strzyżów, Polen, † 12. Mai 1937 in Mukatschewo                                                 |  |  |  |  | oo 1887 in Trzebinia Miasteczko, Polen, mit Chaja Hascha Rabinowitz; später mit Rochel Fradel Saffrin                                                                 | oo 1887 in Trzebinia Miasteczko, Polen, mit Chaja Hascha Rabinowitz; später mit Rochel Fradel Saffrin                                                                 | oo 1887 in Trzebinia Miasteczko, Polen, mit Chaja Hascha Rabinowitz; später mit Rochel Fradel Saffrin                                                                 | oo 1887 in Trzebinia Miasteczko, Polen, mit Chaja Hascha Rabinowitz; später mit Rochel Fradel Saffrin                                                                 | oo 1887 in Trzebinia Miasteczko, Polen, mit Chaja Hascha Rabinowitz; später mit Rochel Fradel Saffrin                                                                 | oo 1887 in Trzebinia Miasteczko, Polen, mit Chaja Hascha Rabinowitz; später mit Rochel Fradel Saffrin                                                                 |
| Chaim Elazar Spira * 17. Dezember 1871 in Strzyżów, Polen, † 12. Mai 1937 in Mukatschewo                                                 | Chaim Elazar Spira * 17. Dezember 1871 in Strzyżów, Polen, † 12. Mai 1937 in Mukatschewo                                                 | Chaim Elazar Spira * 17. Dezember 1871 in Strzyżów, Polen, † 12. Mai 1937 in Mukatschewo                                                 | Chaim Elazar Spira * 17. Dezember 1871 in Strzyżów, Polen, † 12. Mai 1937 in Mukatschewo                                                 | Chaim Elazar Spira * 17. Dezember 1871 in Strzyżów, Polen, † 12. Mai 1937 in Mukatschewo                                                 | Chaim Elazar Spira * 17. Dezember 1871 in Strzyżów, Polen, † 12. Mai 1937 in Mukatschewo                                                 |  |  |  |  | oo 1887 in Trzebinia Miasteczko, Polen, mit Chaja Hascha Rabinowitz; später mit Rochel Fradel Saffrin                                                                 | oo 1887 in Trzebinia Miasteczko, Polen, mit Chaja Hascha Rabinowitz; später mit Rochel Fradel Saffrin                                                                 | oo 1887 in Trzebinia Miasteczko, Polen, mit Chaja Hascha Rabinowitz; später mit Rochel Fradel Saffrin                                                                 | oo 1887 in Trzebinia Miasteczko, Polen, mit Chaja Hascha Rabinowitz; später mit Rochel Fradel Saffrin                                                                 | oo 1887 in Trzebinia Miasteczko, Polen, mit Chaja Hascha Rabinowitz; später mit Rochel Fradel Saffrin                                                                 | oo 1887 in Trzebinia Miasteczko, Polen, mit Chaja Hascha Rabinowitz; später mit Rochel Fradel Saffrin                                                                 |
| | | | | | |  |  |  |  | | | | | | |
| Chaya Frima Rivka Spira | Chaya Frima Rivka Spira | Chaya Frima Rivka Spira | Chaya Frima Rivka Spira | Chaya Frima Rivka Spira | Chaya Frima Rivka Spira |  |  |  |  | oo 15. März 1933 in Mukatschewo mit Baruch Jehoschua Jerachmiel Rabinowitz * 1914, † 1997                                                                             | oo 15. März 1933 in Mukatschewo mit Baruch Jehoschua Jerachmiel Rabinowitz * 1914, † 1997                                                                             | oo 15. März 1933 in Mukatschewo mit Baruch Jehoschua Jerachmiel Rabinowitz * 1914, † 1997                                                                             | oo 15. März 1933 in Mukatschewo mit Baruch Jehoschua Jerachmiel Rabinowitz * 1914, † 1997                                                                             | oo 15. März 1933 in Mukatschewo mit Baruch Jehoschua Jerachmiel Rabinowitz * 1914, † 1997                                                                             | oo 15. März 1933 in Mukatschewo mit Baruch Jehoschua Jerachmiel Rabinowitz * 1914, † 1997                                                                             |
| Chaya Frima Rivka Spira | Chaya Frima Rivka Spira | Chaya Frima Rivka Spira | Chaya Frima Rivka Spira | Chaya Frima Rivka Spira | Chaya Frima Rivka Spira |  |  |  |  | oo 15. März 1933 in Mukatschewo mit Baruch Jehoschua Jerachmiel Rabinowitz * 1914, † 1997                                                                             | oo 15. März 1933 in Mukatschewo mit Baruch Jehoschua Jerachmiel Rabinowitz * 1914, † 1997                                                                             | oo 15. März 1933 in Mukatschewo mit Baruch Jehoschua Jerachmiel Rabinowitz * 1914, † 1997                                                                             | oo 15. März 1933 in Mukatschewo mit Baruch Jehoschua Jerachmiel Rabinowitz * 1914, † 1997                                                                             | oo 15. März 1933 in Mukatschewo mit Baruch Jehoschua Jerachmiel Rabinowitz * 1914, † 1997                                                                             | oo 15. März 1933 in Mukatschewo mit Baruch Jehoschua Jerachmiel Rabinowitz * 1914, † 1997                                                                             |
| | | | | | |  |  |  |  | | | | | | |
| Mosche Leib Rabinovich * 25. Dezember 1940 in Mukatschewo                                                                                | Mosche Leib Rabinovich * 25. Dezember 1940 in Mukatschewo                                                                                | Mosche Leib Rabinovich * 25. Dezember 1940 in Mukatschewo                                                                                | Mosche Leib Rabinovich * 25. Dezember 1940 in Mukatschewo                                                                                | Mosche Leib Rabinovich * 25. Dezember 1940 in Mukatschewo                                                                                | Mosche Leib Rabinovich * 25. Dezember 1940 in Mukatschewo                                                                                |  |  |  |  | oo 1962 mit Nechama Perl | oo 1962 mit Nechama Perl | oo 1962 mit Nechama Perl | oo 1962 mit Nechama Perl | oo 1962 mit Nechama Perl | oo 1962 mit Nechama Perl |
| Mosche Leib Rabinovich * 25. Dezember 1940 in Mukatschewo                                                                                | Mosche Leib Rabinovich * 25. Dezember 1940 in Mukatschewo                                                                                | Mosche Leib Rabinovich * 25. Dezember 1940 in Mukatschewo                                                                                | Mosche Leib Rabinovich * 25. Dezember 1940 in Mukatschewo                                                                                | Mosche Leib Rabinovich * 25. Dezember 1940 in Mukatschewo                                                                                | Mosche Leib Rabinovich * 25. Dezember 1940 in Mukatschewo                                                                                |  |  |  |  | oo 1962 mit Nechama Perl | oo 1962 mit Nechama Perl | oo 1962 mit Nechama Perl | oo 1962 mit Nechama Perl | oo 1962 mit Nechama Perl | oo 1962 mit Nechama Perl |

## Werke
- Sefer Ot Chaim kostenlos als pdf, 10 MB, hebräisch
- Sefer Ot Chaim veSchalom kostenlos als pdf, 24 MB, hebräisch
- Sefer Divrei Kodesch kostenlos als pdf, 3 MB, hebräisch
- Divrei Torah, 9 Bände:
  - Band 1 kostenlos als pdf, 4 MB, hebräisch
  - Band 2 kostenlos als pdf, 6 MB, hebräisch
  - Band 3 kostenlos als pdf, 4 MB, hebräisch
  - Band 4 kostenlos als pdf, 5 MB, hebräisch
  - Band 5 kostenlos als pdf, 3 MB, hebräisch
  - Band 6 kostenlos als pdf, 3 MB, hebräisch
  - Band 7 kostenlos als pdf, 2 MB, hebräisch
  - Band 8 kostenlos als pdf, 2 MB, hebräisch
  - Band 9 kostenlos als pdf, 3 MB, hebräisch
  - Divre haAguros kostenlos als pdf, 1 MB, hebräisch
  - Divrei Torah Mafteach kostenlos als pdf, 2 MB, hebräisch
- Sefer Darchei Teshuva kostenlos als pdf, 42 MB, hebräisch
- Sefer Hagahot Hajerushalmi kostenlos als pdf, 18 MB, hebräisch
- Sefer Chamisha Ma'amarot, 5 Bände kostenlos als pdf, 11 MB, hebräisch
- Sefer Sha'ar Yissachar kostenlos als pdf, 56 MB, hebräisch
- Minchat Elazar, Responsen kostenlos als pdf, 9 MB, hebräisch, Kapitel Alef[2]